# Circuit des Boucles de la Seine
Le Circuit des Boucles de la Seine est une ancienne épreuve cycliste sur route créée en 1945. Disputée en région parisienne, elle est courue pour la dernière fois en 1973.

## Histoire
Plus communément appelée Boucles de la Seine, cette course cycliste fut créée en 1945 par le journaliste Georges Pagnoud, avec l'aide de Albert Baker d'Isy, pour le compte du quotidien Ce Soir. Ce journal du soir "grand public", dirigé par les écrivains Louis Aragon et  Jean-Richard Bloch tentait là sa première expérience d'organisateur d'épreuves cyclistes. Au lendemain de la Seconde guerre mondiale, les sportifs avaient hâte de voir relancer des compétitions cyclistes dont beaucoup ne furent pas organisées pendant l'Occupation allemande. Certains journaux, organisateurs traditionnels de compétitions cyclistes furent interdits de publication après la Libération de la France. Ce soir, financé par le Parti communiste français se lançait dans l'aventure, qu'il poursuivait l'année suivante en créant la Ronde de France.
À partir de 1948, L'Humanité et L'Humanité Dimanche se joignaient à Ce soir dans l'organisation des Boucles de la Seine. Ils demeurèrent seuls après la disparition du quotidien du soir en 1953. C'était plus particulièrement l'hebdomadaire du dimanche matin qui assumait la logistique de la course. 
La course connait une fin d'existence chaotique. Non organisée en 1968, elle était annulée en 1972. Perdant sa place de dernière classique disputée, traditionnellement en juin, avant le Tour de France, elle fut disputée en 1973 à l'automne, désorientant public et coureurs. L'Humanité Dimanche renonçait alors à l'organiser.
Plusieurs autres paramètres intervenaient dans cette décision :
- les contraintes financières pesant sur le journal restreignaient cette forme coûteuse de promotion du journal.
- les difficultés d'obtenir les autorisations nécessaires pour disposer de routes dans une région à forte circulation automobile étaient une contrainte qui faisait et avait fait disparaître la plupart des autres courses.
- la vocation nationale du journal, comme son lectorat, limitait un investissement régional plus fort.

### 1947, Bobet accède à la célébrité
La première édition des Boucles de la Seine était ouverte à tous les coureurs, quelle que soit leur nationalité. Ce fut un français qui triompha néanmoins. Dès 1946, l'épreuve fut réservée aux seuls français, comme le Critérium national. En 1947, le dimanche 25 mai, le Circuit des Boucles offrait à un jeune espoir breton l'occasion de son premier grand succès. Lorsqu'en 1959, les éditions Hachette publient dans la célèbre collection bibliothèque verte le livre signé par Louison Bobet, Champion cycliste, celui-ci commence sa narration par  cinquante pages (sur 188 que comporte l'ouvrage) de récit épique sur sa « première grande course ». 
En cette année 1947, le tracé du circuit sur les routes de la banlieue parisienne et de l'Île-de-France que livre Champion cycliste donne une idée de cette course disparue. Longue de 280 kilomètres, la boucle autour de la vallée de la Seine prenait son départ à Maisons-Alfort et se terminait à Montrouge, au vélodrome Buffalo. Celui-ci n'existe plus. Mais la route est buissonière entre ces deux communes de la banlieue sud de Paris. La voici: Villeneuve-Saint-Georges, Brunoy, Melun, Corbeil, Fresnes, Versailles, Saint-Germain-en-Laye, Mantes, Bonnières, Vernon au km 170 où s'effectue le retour en passant par  Gasny, Vétheuil, Meulan,  Pontoise km 225, Bezons, Porte Maillot km 260, et le Vélodrome Buffalo. Bobet termine la course, détaché avec près de 6 minutes d'avance sur le second : « tout se passa comme dans un rêve. J'entrai sur le vélodrome et les cris de la foule m'électrisaient au point que je fis l'ultime tour de piste au sprint pour bien montrer que je n'étais pas au bout de mes forces.»
Le reste est demeuré dans ma mémoire comme un beau rêve bleu un peu brumeux. Je revois mon père en larmes me serrant dans ses bras, je me revois bafouillant bêtement dans un micro « je suis bien content d'avoir gagné », (...)

### 1960, Poulidor déjà qualifié "éternel second!"
La position des Boucles de la Seine dans le calendrier des courses cyclistes lui assurait un rôle de choix : permettre les dernières sélections dans les équipes nationales et régionales du Tour de France avant 1962. Ainsi en 1960 le sélectionneur Marcel Bidot a laissé une place à pourvoir dans l'équipe de France, qu'il attribue après les "Boucles". 3 hommes se détachent en fin de course dans la côte de "Cœur-volant", puis se disputent au sprint la victoire sur la piste d'un Parc-des-Princes comble. Au terme de 282 kilomètres, parcourus en 7 h 8 min 59 s (moyenne : 39,442 km/h), Marcel Rohrbach (équipe Peugeot) l'emporte devant Raymond Poulidor (équipe Mercier) et René Pavard (équipe Helyett-Leroux). Rohrbach, déjà sélectionné dans l'équipe régionale "Centre-Midi", Poulidor que le directeur sportif Antonin Magne dissuade de participer au Tour, c'est le 3e, Pavard, qui se voit attribuer de la 14e place dans l'équipe de France. L'hebdomadaire sportif publie une photo montrant Poulidor  après la course et la titre: « Poulidor, éternel second ! »  Cette réputation va le suivre durant sa carrière.

## Palmarès des Boucles de la Seine
| Année | Vainqueur          | Deuxième            | Troisième            |
| ----- | ------------------ | ------------------- | -------------------- |
| 1945  | Louis Gauthier     | Sylvère Jezo        | Giuseppe Tacca       |
| 1946  | Louis Caput        | Joseph Soffietti    | Louis Thiétard       |
| 1947  | Louison Bobet      | Henri Aubry         | Lucien Teisseire     |
| 1948  | Urbain Caffi       | Jean Lauk           | Alfred Macorig       |
| 1949  | Robert Dorgebray   | Bernard Gauthier    | Attilio Redolfi      |
| 1950  | Maurice Diot       | Bernard Gauthier    | Roger Desbats        |
| 1951  | Attilio Redolfi    | Jean-Marie Cieleska | Paul Giguet          |
| 1952  | Maurice Quentin    | Raoul Rémy          | Eugène Telotte       |
| 1953  | Amand Audaire      | Albert Platel       | Jean Le Guilly       |
| 1954  | Robert Varnajo     | Jean-Marie Cieleska | Eugène Telotte       |
| 1955  | Albert Bouvet      | Isaac Vitré         | Fernand Picot        |
| 1956  | René Privat        | Louison Bobet       | André Ruffet         |
| 1957  | Jacques Dupont     | Roger Hassenforder  | Charles Coste        |
| 1958  | Joseph Groussard   | Jean Graczyk        | Jacques Anquetil     |
| 1959  | Roger Hassenforder | Robert Cazala       | Arnaud Geyre         |
| 1960  | Marcel Rohrbach    | Raymond Poulidor    | René Pavard          |
| 1961  | Joseph Groussard   | Jean Gainche        | Robert Cazala        |
| 1962  | Joseph Groussard   | Jean Gainche        | Jean Anastasi        |
| 1963  | pas disputée       |                     |                      |
| 1964  | Jean Anastasi      | Louis Rostollan     | André Foucher        |
| 1965  | Louis Rostollan    | Georges Chappe      | Jacques Anquetil     |
| 1966  | Jean-Louis Bodin   | Paul Lemeteyer      | Maurice Benet        |
| 1967  | Anatole Novak      | André Zimmermann    | Michel Grain         |
| 1968  | pas disputée       |                     |                      |
| 1969  | Bernard Guyot      | Anatole Novak       | Jean-Jacques Sanquer |
| 1970  | Jean-Pierre Genet  | Raymond Riotte      | Jean Jourden         |
| 1971  | Gérard Moneyron    | José Catieau        | Alain Santy          |
| 1972  | pas disputé        |                     |                      |
| 1973  | Robert Mintkiewicz | Alain Santy         | Patrick Béon         |

## Sources
- Louison Bobet : Champion cycliste, « Bibliothèque verte », Hachette, Paris, 1959.(190 pages)
- Robert Descamps :
  - Palmarès des 10 premiers de chaque édition des Boucles de la Seine, dans L'armoire aux souvenirs, Miroir du cyclisme, numéro 155, mai 1972, page 33.
  - notice Boucles de la Seine dans Le cyclisme de A à Z, encyclopédie Miroir du cyclisme, Miroir du cyclisme numéro 161, septembre 1972.
- Claude Sudres : notice "Boucles de la Seine", dans  Dictionnaire international du cyclisme, 1993, p. 50.